# Ernst Håkanson
Ernst Mauritz Håkanson (i riksdagen kallad Håkanson i Hässleholm), född 27 juni 1859 i Karlskrona, död 14 december 1932 i Hässleholm, var en svensk häradshövding och riksdagsman.
Håkansson var häradshövding i Västra Göinge domsaga. I riksdagen var han ledamot av första kammaren 1909-1911, invald av Kristianstads län.